# Ocampo (Tamaulipas)
Ocampo es una localidad cabecera del municipio homónimo en el estado mexicano de Tamaulipas

## Geografía
La ciudad de Ocampo está situada al suroeste del estado de Tamaulipas. La ciudad de Ocampo es la cabecera del municipio de Ocampo y está situada entre los paralelos 22°50′ de latitud norte y a los 99°22′ de longitud oeste; a una altitud de 340 m. sobre el nivel del mar. Colinda: Al norte con Jaumave, al sur con San Luis Potosí, Antiguo Morelos y Nuevo Morelos. Al este con Gómez Farías y Mante. Y al oeste, con Tula. Tiene una extensión territorial de 1,743.65 km².

### Clima
El clima de este municipio es predominante extremoso de tipo semicálido se suelen presentar fuertes lluvias en verano, tiene una precipitación pluvial media de 80 milímetros.La temperatura promedio es de 23 °C, siendo la mínima de 0 °C y la máxima de 43 °C.

### Hidrografía
Su hidrografía está formada por la corriente del río Canoas o Santa Bárbara, el Municipio se ubica en su cuenca, cuyo nacimiento se localiza en la Sierra Madre Oriental por su dirección de noroeste a sureste desemboca en el río Guayalejo.
La hidrografía la forma la corriente superficial del río Santa Bárbara cuyo nacimiento es en la Sierra Madre Oriental y su dirección, noroeste-sureste, le permite desembocar en el río Guayalejo, razón por la que el Municipio se ubica en la cuenca de dicho .

### Orografía
Su orografía muestra un 55 por ciento de pendientes fuertes teniendo preferencia sus asentamientos humanos en los valles que se forman en la Sierra Madre Oriental con una altitud media de 350 metros sobre el nivel del mar, alcanzando en las partes más accidentadas alturas de 1,500 metros sobre el nivel del mar. 
Las tierras del municipio son aptas para la agricultura; su suelo está formado por litosol y en mínima parte por vertisol pélico. En lo que respecta a la tenencia del suelo, 73,658 hectáreas corresponden al régimen ejidal distribuidas en 35 ejidos y 119,603 hectáreas a la pequeña propiedad. 
La vegetación que se presenta en las partes altas (porción oeste), es de bosque caducifolio y escleroaciculifolio, combinado con selva media caducifolia. 
En las partes más bajas (el este), es selva baja caducifolia. La fauna se compone de pequeños mamíferos como: armadillo, conejo, jabalí, liebre, gato montés, guajolote silvestre y venado cola blanca. 
Cabe señalar que en el municipio existen especies en peligro de extinción tales como tinamú, canelo, cojolita, oso negro, jaguar, tigre, puma, ocelote y venado temazate.

### Flora y fauna
Al municipio de Ocampo también se le conoce como El Vergel de Tamaulipas por su exuberante vegetación.
Ocampo forma parte de la gran reserva de la Biosfera El Cielo. También es parte de la zona Huasteca Tamaulipeca. Ocampo tiene el privilegio de tener una extensa y muy variada flora y fauna, aunque ciertas especies han desaparecido y otras están en peligro de extinción.
La vegetación que se presenta en las partes altas al oeste, es de bosque caducifolio y escleroaciculifolio, combinado con selva media caducifolia. En el este que son las partes más bajas , es selva baja caducifolia.
La fauna se compone principalmente mamíferos pequeños tales como : armadillo, conejo, jabalí, liebre, gato montés, guajolote silvestre y venado cola blanca.
En el Municipio de ocampo existen varias especies en peligro de extinción entre ellas se encuentra el tinamú canelo, pava cojolita, oso negro, jaguar, puma, tigrillo, ocelote y venado temazate. 
Para información detallada de la flora y fauna de Ocampo y la zona ver: La reserva de la Biosfera El Cielo en esta Wikipedia.

## Historia
Población fundada por José de Escandón el 19 de mayo de 1749 con el nombre de Santa Bárbara, en el sitio llamado Tanguachín, lugar en el que se habían establecido 460 familias de Valles, a las que se les agregaron varias rancherías indígenas. Fue su primer capitán Juan Francisco Barberena, con jurisdicción política y militar sobre la villa. Al unirse a la expedición de Escandón para colonizar el Nuevo Santander, quedó Tomás de Soto como teniente de la villa. Al año siguiente, se estableció La Misión de Igollo, que congregaba a indígenas de los grupos pames y janambres, y estaba administrada por el religioso Francisco Escandón y Helguera, hermano del conde de Sierra Gorda.
En 1757, la villa tenía 479 habitantes dedicados a la agricultura, "quienes abastecen de maíz a muchas partes de la colonia y también lo sacaban a vender afuera" y se encontraba rodeada por ranchos dedicados a la ganadería. Debido a una inundación que sufrieron en 1757, la villa y la misión fueron cambiadas al sitio en que actualmente se encuentran. En 1770 la villa tenía 550 habitantes, sin contar a los niños; la misión de Nuestra Señora de la Soledad de Igollo congregaban a 243 indígenas pames y a seis familias de pizones; su religioso, Joaquín Blanco, de la Custodia de Tampico, seguía con la obra del templo "cuya planta es magnífica y hermosa".
Santa Bárbara, por su riqueza recibió el nombre de Vergel de Tamaulipas. Desde 1869, la villa fue llamada Ocampo, en memoria del ilustre reformista Melchor Ocampo y en 1898 se elevó a la categoría de ciudad.

## Lugares relevantes
- Museo Regional "Profesor Rufino Muñiz Torres"
- Parroquia de Santa Bárbara, construcción que data del siglo XVIII
- Antigua Construcción "Casa del Águila" que data del siglo XIX
- Algunas otras construcciones de más de 100 años
- El Sótano de las Guacamayas
- Grutas de "La Puente"
- Grutas de "Las Norias"
- Zona volcánica "El Malpais"
- Volcán "El Zopilote"
- Volcán "Cerro Partido", Lugar de la leyenda más famosa de la ciudad
- Cascada "La escondida"
- Parque natural "La Alberca"
- Gruta "El Contadero", imagen de la virgen de Guadalupe
- Pinturas rupestres "Las Manitas"
- Casco de la hacienda (hoy cementerio) "La Misión" con tumbas de principios de XIX

## Tradición
- El Rodante de Ocampo, Tamaulipas. Esta ciudad, se caracteriza porque todos los miércoles se colocan vendedores a los cuales se determina El Rodante; a partir las 8:00 de la mañana, hasta las 03:00 de la tarde aproximadamente venden diferentes productos, entre de los que sobresale la venta de ropa y calzado para toda la familia, pero se dice de segunda, ya que esta ropa ellos la compran por pacas, que vienen de los Estados Unidos, y la venden a bajo precio, este día hay un gran movimiento en la plaza principal, donde se ubica El Rodante, pues muchas personas de municipios y ejidos cercanos acuden a comprar y es común ver a la mayoría de ellos sentados en las bancas; otra tradición es consumir helados y aguas de frutas frescas de la región como por ejemplo de mango, sandía, melón, etc., así como también se venden tacos de barbacoa de res acompañados por salsa verde o roja. Si tienen la oportunidad de visitar y es temporada de mango (junio-julio) no dejen de probar los ricos helados de esta fruta.
- También hay costumbre en la comida como por ejemplo en la tarde del sábado se compran los típicos tamales o el domingo en la mañana se acostumbran los tacos de barabacoa de res con salsa verde o roja.

otra de las tradiciones vivas que existen en este municipio, es la celebración de la Semana Santa, en la cual, se vive el viacrucis viviente conocido como la judea, tradición que data aproximadamente de cien años, durante esta fiesta, las calles del municipio de Ocampo se llenan de familias que salen a ver las procesiones que acompañan a los actores de la pasión y por la noche del Viernes Santo, se realiza la procesión del santo entierro con imágenes que datan del siglo XVIII.
Las fiestas de Santa Bárbara, patrona de este municipio, se realizan a partir del 25 de noviembre con rosarios, conocidos como de aurora a las seis de la mañana, y por la tarde, procesiones llamadas "entradas de cera" de los barrios hacia la iglesia; y al primer minuto del día 4 de diciembre se entonan las mañanitas a la virgen con banda de música y mariachi, siguiendo la fiesta todo ese día con danzas y misas.

## Educación

### Educación Preescolar
Existen 2 Centros de Educación Preescolar en la ciudad:

Jardín de Niños "Leona Vicario"

Jardín de Niños "Alberto Carrera Torres" (Turno Vespertino)
Educación Especial 
Centro de Atención Múltiple
Editora: Alejandra García de Payne

### Educación Primaria
Existen 3 primarias en la ciudad:

Esc. Prim. Simón Bolívar

Esc. Prim. Cuauhtémoc

Esc. Prim. Hermanos Flores Magón.

### Educación Secundaria
Existe 2 secundarias en el municipio:

Esc. Sec. Gral. "Lic. Benito Juárez" Ubicada en la Cabecera Municipal.
Esc. Sec. Tec. "Eduardo Martínez" En el poblado Adolfo López Mateos, Chamal Nuevo.:

ESC. Telesecundaria Prof. Cecilio J. Castillo Castillo, Ejido Canoas

### Educación Media Superior
Existen 2 escuelas de nivel medio superior en la ciudad y 2 más en comunidades:

Colegio de Bachilleres de Tamaulipas Plantel 06 Ocampo (COBAT 06 Ocampo)

Fundado en 1989 - Director Profr. Reyes Villanueva Mariscal (agosto de 2011 - )
Centro de Bachillerato Tecnológico Agropecuario Plantel 272 Ocampo (CBTA 272) 

(antes fue el CBTA Extensión 83 Ocampo hasta en 2010 cuando se convirtió en plantel) - Director Grabriel Muñiz Molina.
CEMSADET 19, Está ubicado en el Ej. Ricardo Flores Magón. Fundado en 1995 Como Telebachillerato 08 "Profra. Herlinda Mendoza Castillo", en 2005 pasó a su nueva modalidad

Director Responsable: Ing. José Noé Uresti Vázquez.
CEMSADET 17, Está ubicado en el Poblado Adolfo López Mateos. Fundado Originalmente como Telebachillerato "Profr. Alfonso Ávila Baltiérrez"

Director Actual: Lic. Juan Martín García Noriega.
CEMSADET significa: Centro de Educación Media Superior a Distancia del Estado de Tamaulipas y pertenece al Sistema COBAT

## Personas destacadas
- Rolando Martínez Ávalos - Presentador y periodista de cine en Mexiquense TV.

Senador de Tamaulipas Don Emilio Herrera 1923